# كي بيسكاين
كي بيسكاين (بالإنجليزية: Key Biscayne)‏ هي مدينة أمريكية تقع في ولاية فلوريدا. تبلغ مساحة هذه المدينة 3.6 (كم²)،ويبلغ عدد سكانها 12344 نسمة حسب إحصاء سنة 2010 م 12344. 